# Крылья (мультфильм)
«Крылья» — советский рисованный короткометражный мультипликационный фильм созданным режиссёром Давидом Черкасским на студии «Киевнаучфильм» в 1983 году.

## Сюжет
Жил был очень сварливый дядька по имени Кирилл. Уже взрослый и неожиданно получает в подарок на Новый Год настоящие крылья. Они были такими огромными что ему казалось их просто не поднять. Первые попытки совершить полет были не такими уж и успешными, но он все равно старался. В итоге, дядя полетел, да так высоко, что ему казалось земли не видать. Вдохновился он своими подвигами и полетами. Даже стал птиц учить как им нужно летать и приземляться и вообще, что делать. Казалось, что дядька самый умный, но не совсем так было. На самом деле он просто зазнался и высшие силы его наказали. Оказалось, что он чужие крылья нацепил и их нужно отдать, а он не хочет.

## Создатели
| Автор сценария            | Роберт Виккеррс                                                        |
| Режиссёр                  | Давид Черкасский                                                       |
| Художники-постановщики    | Радна Сахалтуев, Н. Герасименко                                        |
| Композитор                | Вадим Храпачёв                                                         |
| Оператор                  | Александр Мухин                                                        |
| Звукооператор             | Виктор Груздев                                                         |
| Текст от автора читает    | Евгений Паперный                                                       |
| Художники-мультипликаторы | Н. Зурабова, Александр Лавров, Наталья Марченкова                      |
| Ассистенты:               | С. Борисовский, Ю. Сребницкая, В. Петрищев, Р. Лумельская, И. Сергеева |
| Монтажёр                  | Владимир Гайдай                                                        |
| Редактор                  | Светлана Куценко                                                       |
| Директор картины          | Иван Мазепа                                                            |